# Anne Marie Coriolan
Anne Marie Coriolan (1956 - 12 de enero de 2010) fue una feminista y activista haitiana.

## Trayectoria
Mientras desarrollaba sus estudios universitarios en ciencias económicas y en lingüística, Coriolan estaba implicada ya en el activismo. En 1985, fundó la organización de apoyo Solidarité Fanm Ayisyen (solidaridad de mujeres haitianas). Fue jefa de gabinete y posteriormente asesora principal del Ministerio Haitiano de Asuntos de Mujeres.
Coriolan ayudó a cambiar la ley en Haití de modo que la violación se convirtió en una ofensa punible, en vez de ser visto como un "crimen pasional". También fundó el Centre de recherche et d'action pour le développement, una organización educativa y de capacitación.
Falleció a los 53 años de edad en el terremoto de Haití de 2010, cuando la casa de su pareja se derrumbó.